# QBZ-191自动步枪
20式自动步枪（QBZ-191，QBZ源自拼音“轻武器-步枪-自动”）是一款由中华人民共和国研制并生产的突击步枪。

## 歷史
QBZ-191自动步枪由中國兵器工業第208研究所设计研制，该研究所也曾承担95式自動步槍的设计研制任务。
與美軍都有多家供應商提供自由組合不同，單家承造的研發資源較為集中；根据208所的负责人所说，QBZ-191是新一代“单兵综合作战系统”的一部分，将大大改善中国人民解放军的步兵装备。
QBZ-191原型枪的照片最早在2016年左右流出，旨在取代现役的95式枪族，成为中国人民解放军与中国人民武装警察部队的新一代量产单兵武器系统。
该枪首次公开亮相于庆祝中华人民共和国成立70周年大会的阅兵式上，由中国人民解放军与中国人民武装警察部队成员携带。

## 設計
不同于上一代的QBZ-95的无托布局，QBZ-191采用了传统的有托结构，拥有更好的人机工学，更广泛的应用以及更好的生产质量，同時也配備了戰術模塊的導軌，能根據士兵的任務來搭配。
QBZ-191采用旋转枪机、气动式短行程活塞设计。
QBZ-191在顶端拥有全长的皮卡汀尼導軌，以及全新设计的、可3倍放大的QMK-152瞄准镜。此外，热成像瞄准镜也可装于皮轨之上。 
QBZ-191还拥有可折叠的机械瞄具，伸缩枪托。同时，为了提升戴上手套以后的操作手感，弹匣和快慢机均使用塑料材质，以求更快的弹匣更换速度。
QBZ-191主体分为鋁合金材质的上机匣和下机匣，以及复合材料制成的护手、手枪式握把和伸缩枪托。两个机匣通过两个组装销连接。往复式拉機柄位于右侧，而空仓挂机释放按钮位于左侧，位于“前挂后卡”式弹匣插入井上方。

### 彈藥
根据媒体报导，QBZ-191将会发射一款新型的5.8毫米子弹 - DBP191，较上一代的DBP87与DBP10都更出色。

### 配件
所有的QBZ-191/192在出廠時，自帶一具3×放大的QMK-152棱镜瞄准镜；精確射手型QBU-191出廠時，則自帶一具4×-15×放大的CS/OS20A瞄准镜。
所有型号可以將其瞄準鏡替換為QMK171A白光瞄準鏡、QMK191瞄準鏡、IR5118熱成像瞄準鏡（無放大）或其他瞄準鏡 。
除了瞄具，191自動步槍還可裝備激光、電筒、VQX-191消音器和刺刀等戰術配件，模塊化程度較上一代的95式步槍大大提升。

## 衍生型

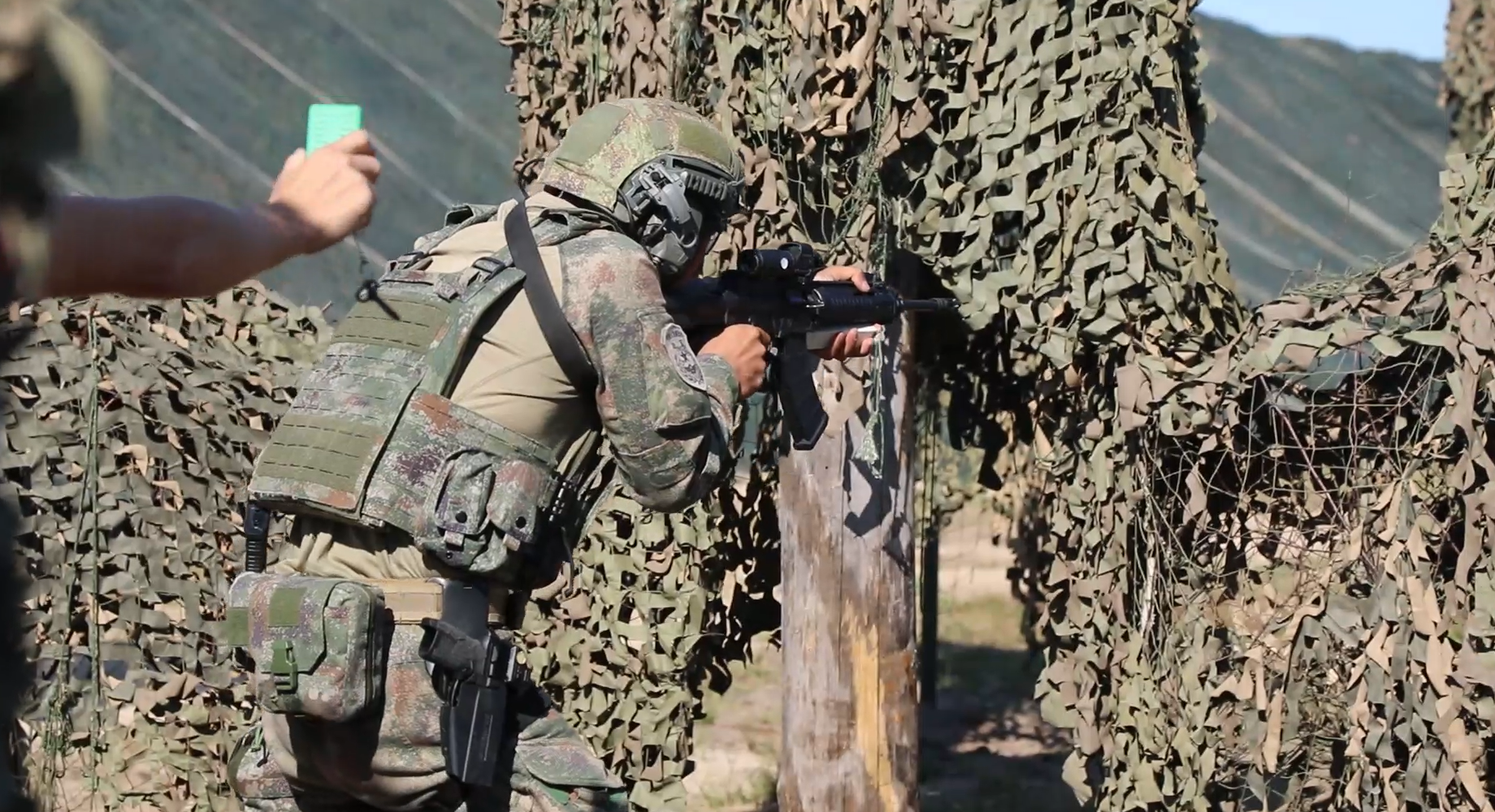
中國人民解放軍陸軍士兵使用QBZ-191參與2021年國際軍事比賽“戰術射擊”項目

### QBZ-191
- 突击步枪型
- 枪管长14.5英寸（368.3 mm）

### QBZ-192
- 卡宾枪型[10]
- 枪管长10.5英寸（266.7 mm）

### QBU-191
- 精確射手型
- 解放军第一款采用低倍率可变倍瞄准镜的轻武器[11]
- 槍管長21.7英寸（551.2 mm）， 有效射程800米（870 yd）[12]
- 装备更长且更重的枪管，以及加长的M-LOK护木、30发的弹匣和CS/OS20A型白光可调节瞄准镜（4-15×）[13]
- 雖然是精确射手步槍，但保留了全自動射擊模式，以便緊急情況下用75發彈鼓，配合兩腳架和重型槍管，暫作輕機槍使用

## 使用者
- 中华人民共和国
  - QBZ-191以20式步槍名義使用[14][15]
    -  中国人民解放军
    -  中国人民武装警察部队
    -  中国人民警察

- 香港
  - 儀仗用途
    - 香港警务处[16]
    - 香港航空青年團
- 泰國
  - QBZ-195T型號
  - 特種部隊[17][18][19][20]